# Job nach Noten
Job nach Noten ist eine deutsche Fernsehserie. Die Serie umfasst nur eine Staffel mit 6 Folgen und wurde vom 7. November 1972 bis zum 16. Januar 1973 im ZDF ausgestrahlt.

## Handlung
Der Nachwuchskomponist Jo Herschel lebt für die Musik und möchte komponieren. Dafür muss er aber Geld verdienen und arbeitet daher in diversen Jobs, die er allerdings sofort vernachlässigt, sobald er ein Mädchen trifft, das ihn interessiert.

## Episodenliste
| Folge | Titel             | Erstausstrahlung |
| ----- | ----------------- | ---------------- |
| 1     | Das Cymbal        | 07.11.1972       |
| 2     | Riverboatshuffle  | 21.11.1972       |
| 3     | Die Misswahl      | 05.12.1972       |
| 4     | Die Gesangsstunde | 19.12.1972       |
| 5     | Die Hochzeit      | 02.01.1973       |
| 6     | Das Kurkonzert    | 16.01.1973       |

## Produktionsnotizen
Die einzelnen Episoden wurden jeweils dienstags von 18.35 bis 18.50 Uhr im ZDF ausgestrahlt. Das Drehbuch schrieben Jürgen Knop und Peter Wortmann, Regie führte Ralf Lothar.